# 尚布朗
尚布朗（法語：Chamblanc，法語發音：[ʃɑ̃blɑ̃]）是法国科多尔省的一个市镇，属于博讷区。

## 地理
尚布朗（47°1'11"N, 5°9'2"E）面积10.21 平方千米，位于法国勃艮第-弗朗什-孔泰大區科多尔省，该省份为法国中东部省份，北起奥布省，西接涅夫勒省和约讷省，南至索恩-卢瓦尔省，东南接汝拉省，东临上索恩省，东北部与上马恩省接壤。
与尚布朗接壤的市镇（或旧市镇、城区）包括：帕尼城、瑟尔、拉布吕耶尔、朗特、帕尼堡。

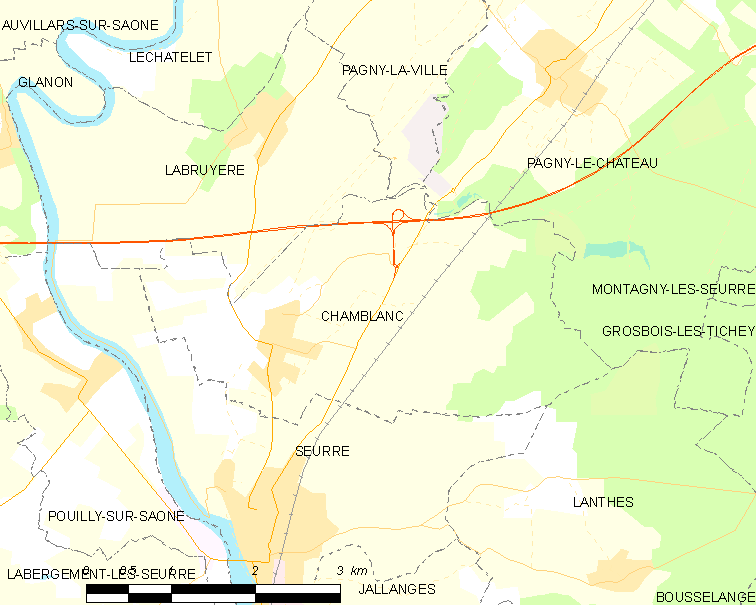
尚布朗的OSM定位图

尚布朗的时区为UTC+01:00、UTC+02:00（夏令时）。

## 行政
尚布朗的邮政编码为21250，INSEE市镇编码为21131。

## 政治
尚布朗所属的省级选区为布拉泽昂普莱讷县。

## 人口

1962-2008年间尚布朗人口变化图示

尚布朗于2022年1月1日时的人口数量为464人。